# Gwen Torrence
Gwendolyn Lenna "Gwen" Torrence (Decatur, Georgia, 12. lipnja 1965.), američka atletičarka.